# سيجي سوزوكي
سيجي سوزوكي هو سياسي ياباني، ولد في 6 يونيو 1948 في تشيريو في اليابان. حزبياً، نشط في الحزب الليبرالي الديمقراطي الياباني. وقد انتخب عضو مجلس المستشارين ( – 28 يوليو 2013).

## وصلات خارجية
- الموقع الرسمي